# The Birds, The Bees & The Monkees
The Birds, The Bees & The Monkees è il quinto album in studio del gruppo musicale pop rock statunitense The Monkees, pubblicato nel 1968.

## Tracce
Side 1
1. Dream World (David Jones, Steve Pitts) - 3:22
2. Auntie's Municipal Court (Michael Nesmith, Keith Allison) - 4:05
3. We Were Made for Each Other (Carole Bayer, George Fischoff) - 2:25
4. Tapioca Tundra (Nesmith) - 3:08
5. Daydream Believer (John Stewart) - 3:00
6. Writing Wrongs (Nesmith) - 5:08

Side 2
1. I'll Be Back Up On My Feet (Sandy Linzer, Denny Randell) - 2:26
2. The Poster (Jones, Pitts) - 2:21
3. P.O. Box 9847 (Tommy Boyce, Bobby Hart) - 3:16
4. Magnolia Simms (Nesmith, Charles Rockett) - 3:48
5. Valleri (Boyce, Hart) - 2:15
6. Zor and Zam (Bill Chadwick, John Chadwick) - 2:10

## Classifiche
| Anno | Classifica  | Posizione raggiunta |
| ---- | ----------- | ------------------- |
| 1968 | Stati Uniti | 1                   |